# Малиновський Костянтин Андрійович
Костянтин (Кость) Андрійович Малиновський (25 грудня 1919, м. Умань, нині Черкаської обл. — 30 березня 2005, м. Львів) — український ботанік, геоботанік, еколог. Доктор біологічних наук (1969), професор (1979). Дійсний член НТШ (1995). Почесний член УБТ. За бойові заслуги під час німецько-радянської війни нагороджений орденами і медалями СРСР і Чехословаччини, зокрема орденом «Червоної Зірки». Батько доктора сільськогосподарських наук Андрія Костянтиновича Малиновського.

## Біографія
Закінчив Львівський сільськогосподарський інститут (1947). Від 1948 року працював у ботанічних установах АН УРСР у Львові; 1958—1961 — завідувач відділом геоботаніки Науково-природознавчого музею АН УРСР; 1962 — 1990 — завідувач відділом експериментальної екології і біогеоценології Львівського відділення інституту ботаніки імені М. Г. Холодного АН УРСР; за сумісництвом професор Львівського лісотехнічного інституту; 1991—1999 — головний науковий співробітник відділу популяційної екології Інституту екології Карпат НАН України; 1967—1972 — очолював Український республіканський комітет з Міжнародної біологічної програми «Продуктивність гірських екосистем» у програмі MAB (Людина і біосфера) ЮНЕСКО; 1972 — 1980 — очолював Проблемну Раду АН УРСР з питань біогеоценології. Завдяки його старанням побудовано три наукові стаціонари в Карпатах: на Боржаві (1953), Менчулі Квасівському (1956) і Пожижевській (1958). Віце-президент Львівської обласної Малої академії наук. Засновник і голова екологічної комісії НТШ. Засновник львівської наукової школи популяційної екології. За його керівництва захищено понад 20 кандидатських і докторських дисертацій. Автор і редактор 16 монографій і збірників праць, а загалом — 270 наукових публікацій. На його честь названо два види рослин — Ranunculus malinovskii Jelen. et Derv.-Sok. і Cirriphyllum malynovskyi Lazar.
Ім'я К. Малиновського носить високогірний біологічний стаціонар Інституту екології Карпат НАНУ на г. Пожижевській.
Похований у Львові на Голосківському цвинтарі.

## Наукові дослідження
Флористика, геоботаніка та популяційна біологія рослин, принципи класифікації рослинності Українських Карпат, особливості поширення та використання флори високогір'я, біологія домінантних видів, структура та біологічна продуктивність угруповань, зміни біогеоценотичного покриву під впливом антропогенних чинників.

### Головні публікації
- Біловусові пасовища субальпійського поясу Українських Карпат. — К., 1959;
- Біологічна продуктивність гірсько-соснового криволісся. — К., 1973;
- Рослинність високогір'я Українських Карпат. — К., 1980;
- Дигресія біогеоценотичного покриву на контакті лісового і субальпійського поясів у Чорногорі. — К., 1984;
- Структура високогірних фітоценозів Українських Карпат. — К., 1993 (співавт.);
- Структура популяцій рідкісних видів флори Карпат. — К., 1998 (співавт.);
- Високогірна рослинність. — К., 2000 (співавт.);
- Стратегія популяцій рослин у природних і антропогеннозмінених екосистемах Карпат. — Львів, 2001 (співавт.);
- Рослинні угруповання високогір'я Українських Карпат. — Ужгород, 2002 (співавт.);
- Рідкісні, ендемічні, реліктові та погранично-ареальні види Українських Карпат. — Львів, 2002 (співавт.);
- Внутрішньопопуляційна різноманітність рідкісних, ендемічних і реліктових видів рослин Українських Карпат. — Львів, 2004 (співавт.);
- Історія ботанічних досліджень і бібліографія флори та рослинності Українських Карпат. — Львів, 2005.